# IUCN
Međunarodna udruga za očuvanje prirode i prirodnih bogatstava (International Union for the Conservation of Nature and Natural Resources, skraćeno IUCN) je međunarodna organizacija koja djeluje na području očuvanja prirode i održivog iskorištavanja prirodnih bogatstava. IUCN ima urede u preko 50 država, a 1300 vladinih i nevladinih udruga koje su članice saveza nalaze se u više od 160 država. Okuplja oko 11.000 stručnjaka i znanstvenika iz država širom svijeta. Cilj mu je korištenje prirodnih resursa na znanstvenim osnovama te zaštita rijetkih vrsta i ugroženih prirodnih staništa. 
Organizacija je najpoznatija po tome što sastavlja i objavljuje IUCN-ov crveni popis ugroženih vrsta.

## Povijest
Savez je osnovan 5. listopada 1948. godine u gradu Fontainebleau u Francuskoj s ciljem poticanja međunarodne suradnje, prikupljanja znanstvenih činjenica i pružanjem alata koji mogu pomoći pri konzervacijskim aktivnostima. IUCN-ov crveni popis utemeljen je 1964. godine i od tada je prerastao u najopsežniji izvor podataka o riziku izumiranja pojedinih vrsta.